# Ban phước cho thú vật

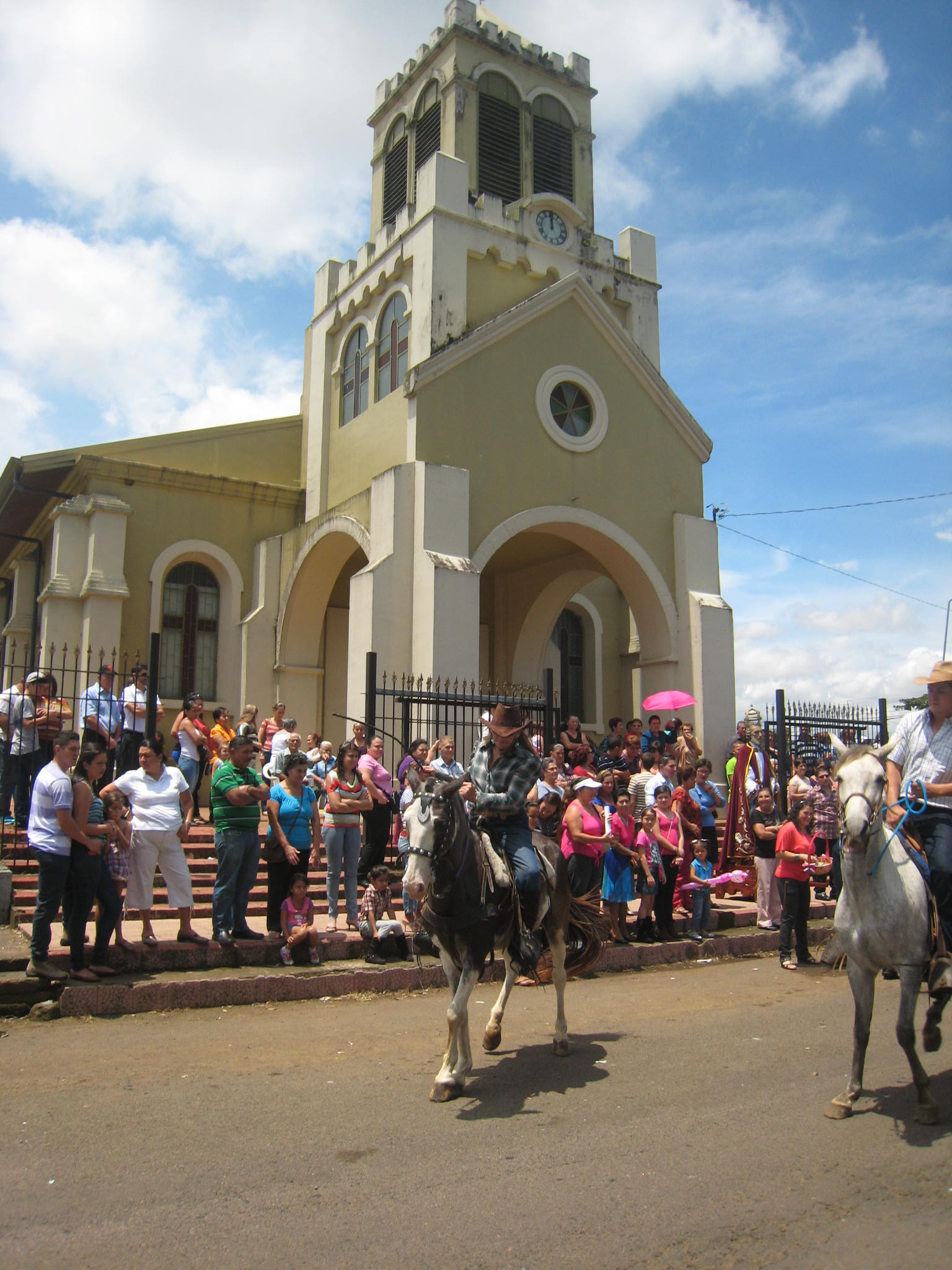
Một cuộc diễn hành để ban phước cho những con ngựa trước nhà thờ San Pedro de Santa Bárbara de Heredia ở Costa Rica

Ban phước lành cho thú vật (Blessing of animals) là các nghi thức, nghi lễ tôn giáo để cầu phước lành cho các loài động vật, có thể là của động vật hoặc của mối quan hệ giữa người và động vật, và có thể áp dụng cho vật nuôi và các động vật đồng hành khác, hoặc cho các loài vật nông trại và súc vật làm việc và các động vật khác mà con người phụ thuộc hoặc tương tác. Phước lành của động vật được thể nghiệm thông qua các nghi thức làm lễ, ban phước, cầu nguyện, làm phép, rẩy nước thánh, cầu siêu, quy y hoặc thực hiện như một nghi thức của quá trình giết mổ, trước khi giết mổ động vật (như cúng tế, shechita, Dhabihah) là một yếu tố chính của một số tôn giáo.
Nghi lễ Phước lành cho động vật được ghi nhận diễn ra trên khắp thế giới ví dụ như ở Úc, Canada, Scotland, Ý, Tây Ban Nha, Hoa Kỳ, Mexico, Nhật Bản. Ban phước cho động vật là một hoạt động tôn giáo, và xảy ra rộng rãi trên hầu hết các tôn giáo dưới một số hình thức, bao gồm, ví dụ, như ở Kitô giáo, Hồi giáo, Do Thái giáo, Phật giáo, Thần đạo, Chủ nghĩa phổ quát Unitarian và trong số những người theo tín ngưỡng, tôn giáo khác. Sự tôn trọng thế tục đối với động vật cũng rất đáng chú ý, ví dụ, Ngày Động vật Thế giới, một ngày hành động quốc tế vì quyền và phúc lợi động vật được tổ chức hàng năm, nhưng vẫn được tổ chức vào ngày 4 tháng 10, ngày lễ của thánh Phanxicô Assisi, một vị thánh bảo trợ động vật của Kitô giáo.

## Cơ đốc giáo
Theo Cơ đốc giáo, thì tất cả những loài vật, từ loại nhỏ nhất cho đến lớn nhất, đều được quan tâm và yêu thương. Kinh Thánh đã nói: “Hết thảy loài vật nầy trông đợi Chúa, hầu cho Chúa ban đồ-ăn cho chúng nó theo giờ. Chúa ban cho chúng nó, chúng nó nhận lấy; Chúa sè tay ra, chúng nó được no nê vật tốt”. Kinh Thánh nói Chúa đã “ban đồ ăn cho thú vật, và cho quạ con kêu rêu”

### Ở Italia
Vào ngày 17 tháng 1 hàng năm, tại Ý lại tổ chức ngày lễ Thánh Anthony Abbot, vị thánh bảo trợ động vật. Và trong 10 năm qua, cứ nhân lễ Thánh Abbot, Hiệp hội chăn nuôi Ý (AIA) lại thiết lập một khu chuồng trại ngoài trời ngay tại Quảng trường Pio XII, gần Tòa thánh Vatican để triển lãm các loài động vật như bò, cừu, lợn, la, lừa, dê, gà. Nhiều nông dân và người yêu động vật ở thủ đô Rome đã đưa vật nuôi của mình tới đây để dự lễ ban phước lành cho động vật nhân lễ Thánh Abbot. Người dân Ý thực hiện truyền thống này với mong muốn vật nuôi của họ khi được ban phước và rẩy nước thánh sẽ có sức khỏe, tránh được hiểm nguy và tai họa.
Một điểm khá thú vị là theo truyền thuyết xa xưa ở vùng Veneto thuộc miền Bắc Italy, vào đêm 17 tháng 1, các con vật nuôi sẽ có khả năng nói được tiếng người. Và cứ vào đêm này, người dân được khuyến cáo nên tránh xa các khu chuồng trại, bởi vì việc nghe động vật nói tiếng người được coi là một điềm gở. Cũng trong ngày lễ Thánh Abbot còn diễn ra một số hoạt động khác như diễu hành bằng ngựa của cảnh sát Ý với những trang phục lộng lẫy, đẹp mắt, thu hút đông đảo người dân và du khách quốc tế.

### Tây Ban Nha
Nhà thờ ở trung tâm Madrid đón rất nhiều con chiên cùng vật cưng của họ tới trong ngày Thánh Anthony. Tục lệ này được tiến hành ở Madrid suốt từ thế kỷ 19. Ngoài ra lễ ban phước cho động vật còn được tổ chức ở nhiều nơi khác tại Tây Ban Nha, như quần đảo Balearic và Burgos. Động vật được cho là theo Thánh Anthony một cách bản năng trong suốt cuộc đời chúng, vị Thánh này sinh ở Lisbon, Bồ Đào Nha vào năm 1195, thường được mô tả đang nói chuyện với một bầy thú chăm chú lắng nghe lời ông, ông quan tâm rất nhiều về chó và động vật bị bỏ rơi, chữa lành và cho chúng ăn Nhiều người giữ truyền thống gia đình, bắt đầu từ thời ông bà, mang thú cưng đến buổi lễ vốn lần đầu tiên được tổ chức cách đây 35 năm.
Năm nào cũng thế theo tục lệ đã có, vào ngày Thánh Anthony, thánh hộ mệnh cho loài vật ở Tây Ban Nha, hàng ngàn con vật cưng được chủ của chúng mang tới nhà thờ làm lễ ban phước. Những con vật như chó, mèo, thỏ và thậm chí là cả những con rùa vào ngày 17 tháng 1 đã xếp hàng cùng với chủ ở nhà thờ San Anton, trung tâm thủ đô Madrid của Tây Ban Nha để đợi đến lượt làm lễ phúc lành cho chúng vì thường định kỳ trong năm vào cuối tuần nhân ngày lễ Thánh Anthony là vị thánh bổn mạng của động vật có nghi thức dành cho chó, mèo, chim đã được ban phước tại một nhà thờ ở Madrid, Tây Ban Nha.
Nhiều chủ các loài thú cưng đã thực hiện một cuộc hành hương cho vật nuôi của mình. Ước tính riêng nhà thờ Thánh Anthony ở Madrid có tới 15.000 thú cưng được mang đến cho buổi lễ. Nhiều con vật cưng được chủ cho ăn vận đẹp nhất để đi làm lễ. Nhiều người tin rằng vật cưng của họ sẽ sống lâu và khỏe mạnh khi được ban phước, linh mục trong bộ đồ trắng đọc lời ban phước khi ông vẩy nước thánh cho các con vật được đưa lên trước mặt ông tại cửa nhà thờ: “Nhân danh Thánh Anthony, nhận lời ban phước này”. Sau khi các con vật đã được ban phước, mỗi người chủ sẽ nhận được 3 chiếc bánh mỳ tròn, một chiếc được giữ trong một năm cùng với một đồng xu để đảm bảo cho con vật có sức khỏe tốt và đảm bảo cho lời ban phước của thánh. 

### Mexico
Theo thông lệ, cứ vào ngày 17 tháng 1 hàng năm, các tín đồ Thiên chúa giáo và người yêu động vật ở Mexico lại mang vật nuôi của họ đến nhà thờ để được các linh mục ban phước lành. Truyền thống này đã có từ rất lâu, người ta tin rằng vật nuôi được ban phước sẽ tránh khỏi nguy hiểm và tai họa. Vào ngày này, tất cả vật nuôi, từ những con vật quen thuộc nhất như chó, mèo, gà đến những con vật ngộ nghĩnh như rùa, ếch đều được chủ nhân của chúng mang đến Nhà thờ San Bernardino ở thủ đô Mexico City để được linh mục làm lễ. Mỗi con vật được ban phước và rẩy nước thánh với ý nghĩa chúng sẽ được bảo vệ khỏi tai ương và khỏe mạnh. Truyền thống này nhằm tưởng nhớ Thánh Anthony Abbott với sống cuộc sống tu hành trên sa mạc với những con vật làm bầu bạn.
Riêng tại thành phố Mexico City, Mexico, nhiều vật nuôi đã được mang đến nhà thờ để các linh mục ban phước lành nhân ngày lễ thánh Francesco d'Assisi. Hàng trăm vật nuôi từ những con vật quen thuộc nhất như chó, mèo, gà đến những con vật ngộ nghĩnh như rùa, ếch đều được chủ nhân của chúng mang đến Nhà thờ San Bernardino ở thủ đô Mexico City để được linh mục làm lễ. Mỗi con vật được nghe kinh, ban phước và rẩy nước thánh. Truyền thống ban phước cho vật nuôi đã có từ rất lâu. Người ta tin rằng chúng sẽ được thánh Francesco ban phước để tránh khỏi nguy hiểm và tai họa.
Lễ hội chọc tiết bò để tôn vinh thánh Anna là một phần văn hóa của người dân Mochitlan, bang Guerrero của Mexico thực hiện chọc tiết một con bò đực ngay bên ngoài nhà thờ của thị trấn trong lễ tôn vinh thánh nữ Ana, người sinh ra Mẹ Maria. Máu của con bò sau đó được chia cho người dân tham gia lễ hội, gồm cả phụ nữ và trẻ em. Những người tham gia lễ hội tôn vinh thánh Ana ở Mochitlan tin rằng họ sẽ được ban phước khi uống máu tươi của bò đực trong ngày lễ. Sau khi uống máu bò xong, họ cùng nhau diễu hành quanh thị trấn, việc uống máu bò cũng giống như uống nước thánh, bởi uống máu của con bò được hiến tế tức là được ban phước. Con bò sau đó được trao lại cho nhà thờ, dâng cho thánh Anna. Nhiều nhà hoạt động bảo vệ quyền động vật cho rằng lễ hội này quá tàn nhẫn. Tổ chức PETA lên án lễ hội của người dân thị trấn Mochitlan, gọi đây là hành động tàn ác và dẫn lời của Giáo hoàng Francis về tầm quan trọng của việc đối xử với động vật bằng lòng tốt. Họ nhận thư từ Vatican gửi cho các linh mục với nội dung cấm lễ tôn vinh thánh Ana ở đây nhưng không thể bỏ bởi vì đó là một phần truyền thống và văn hóa của thị trấn suốt nhiều năm qua.

## Hồi giáo

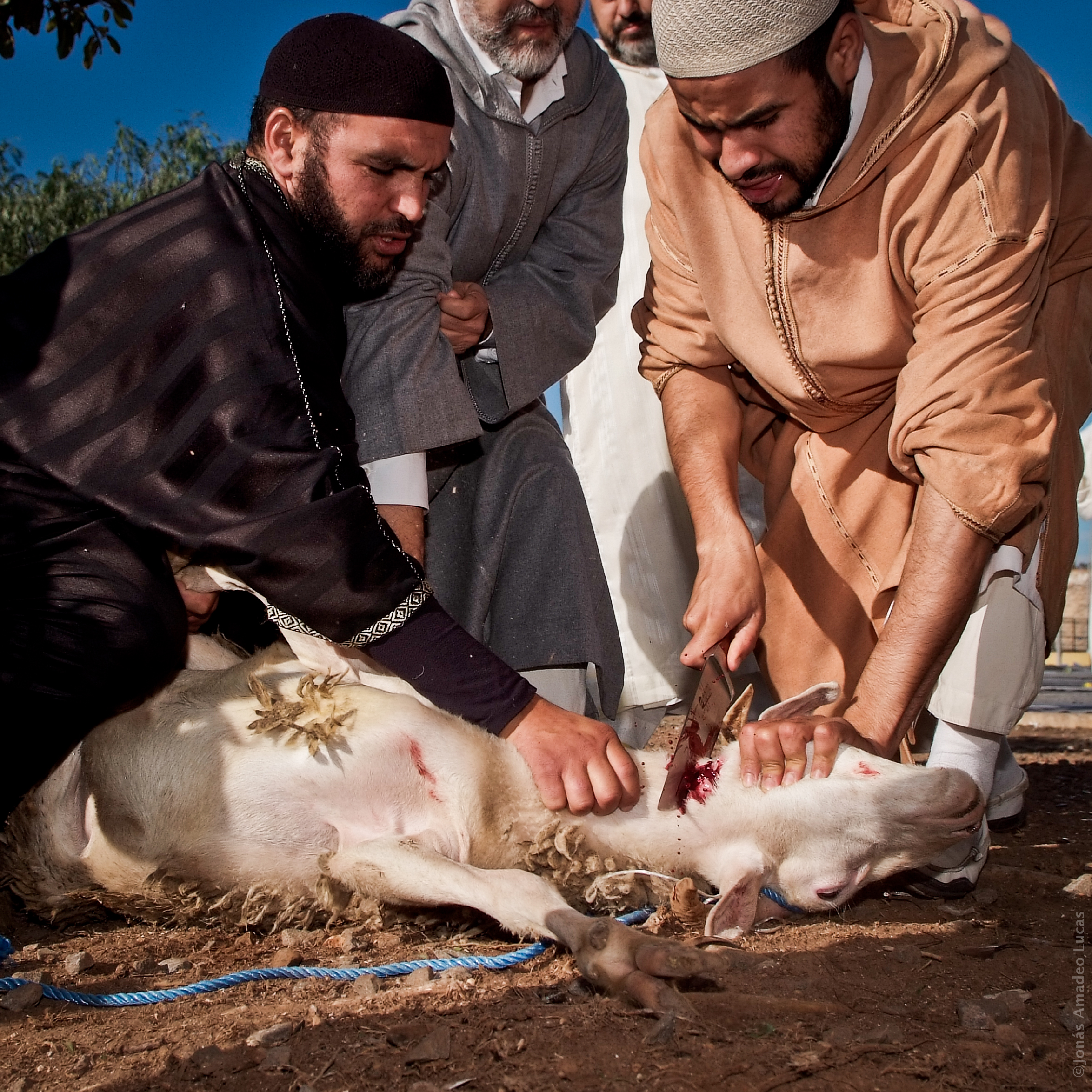
Giết mổ cừu non trong lễ hiến tế Eid al-Adha (hay còn được gọi là lễ tế sinh, lễ hiến sinh)

Theo Luật Hồi giáo quy định khi hạ sát con vật, thì cũng là ban phước cho nó nên từ Allah (nghĩa là Chúa trời/Chân chủ) phải được người mổ thịt nói trước khi mổ "Nhân danh thượng đế, Allah vĩ đại nhất, chỉ có Allah là người chúng tôi thờ phụng" bằng tiếng Ả Rập rồi mới cắt cổ con vật, để linh hồn con vật được về bên Allah khi cắt cổ con vật phải cắt đứt thanh quản và hai mạch máu để máu thoát hết theo nghi thức Dhabihah (ذَبِيحَة/dhabīḥah). Đây là một nghi thức giết mổ quan trọng là phải cầu nguyện cho con vật bị giết theo nghi lễ Tasmiyah hoặc là lời cầu nguyện nghĩa là nhân danh Allah bằng lời Bismillah (nhân danh Allah) hoặc là Bismillah Allahuakbar (nhân danh Allah, Allah vĩ đại) trước khi cắt cổ động vật. Lời cầu nguyện còn khác tùy theo từng trường phái khác nhau. Nhưng lời cầu nhân danh Allah là phổ biến hơn cả và được cho là điều kiện quan trọng của Dhabh.

## Do Thái giáo
Nhiều giáo đường hiện nay có các nghi lễ ban phước cho động vật, và một số người cho rằng ý tưởng này có thể bắt nguồn từ Do Thái giáo cổ đại. Nghi lễ của người Do Thái thường được thực hiện vào ngày thứ bảy của Lễ Vượt qua (vào mùa xuân) như một lễ kỷ niệm người Do Thái (và vật nuôi của họ) giải phóng khỏi chế độ nô lệ ở Ai Cập hơn 3.000 năm trước. Nhiều hội thánh Do Thái lên kế hoạch ban phước cho các con vật sau Ngày Thánh bề trên (High Holy Days), với các nghi lễ vào khoảng Torah hàng tuần thứ hai của Năm Do Thái, Parashat Noach, phần về Nô-ê và hòm, cứu cả người và các động vật khác, họ cũng gọi là quà tặng từ Thiên Chúa. Các nghi lễ khác của người Do Thái có nguồn gốc từ nghi lễ Kitô giáo và không bắt nguồn từ đạo Do Thái truyền thống, điều này gây ra một số lo ngại cho những người theo đạo Do Thái truyền thống hơn.

## Phật giáo
Ở Phật giáo thì nghi thức ban phước cho thú vật chính là phương thức độ cho chúng sinh nói chung trong đó có những loài súc sinh, thú vật theo quan điểm bàng sanh (chúng sinh bình đẵng), theo đó, thú vật cũng được quyền nghe Phật pháp đê giúp tịnh hóa thú vật. Một số bản kinh Phật khẳng định rằng tâm của một con thú có thể có suy nghĩ phát triển, hàm ý đó có thể rằng một con thú mà nó nghe Phật pháp sẽ ở trên một con đường dẫn đến khả năng làm việc đúng, nếu không bây giờ thì ở trong đời sống tương lai. Tình cảnh có thể nhất là rằng một con thú có thể tham gia vào việc tu bồi phước đức, mà nó có thể đạt được hoặc cố ý hoặc vô ý. 

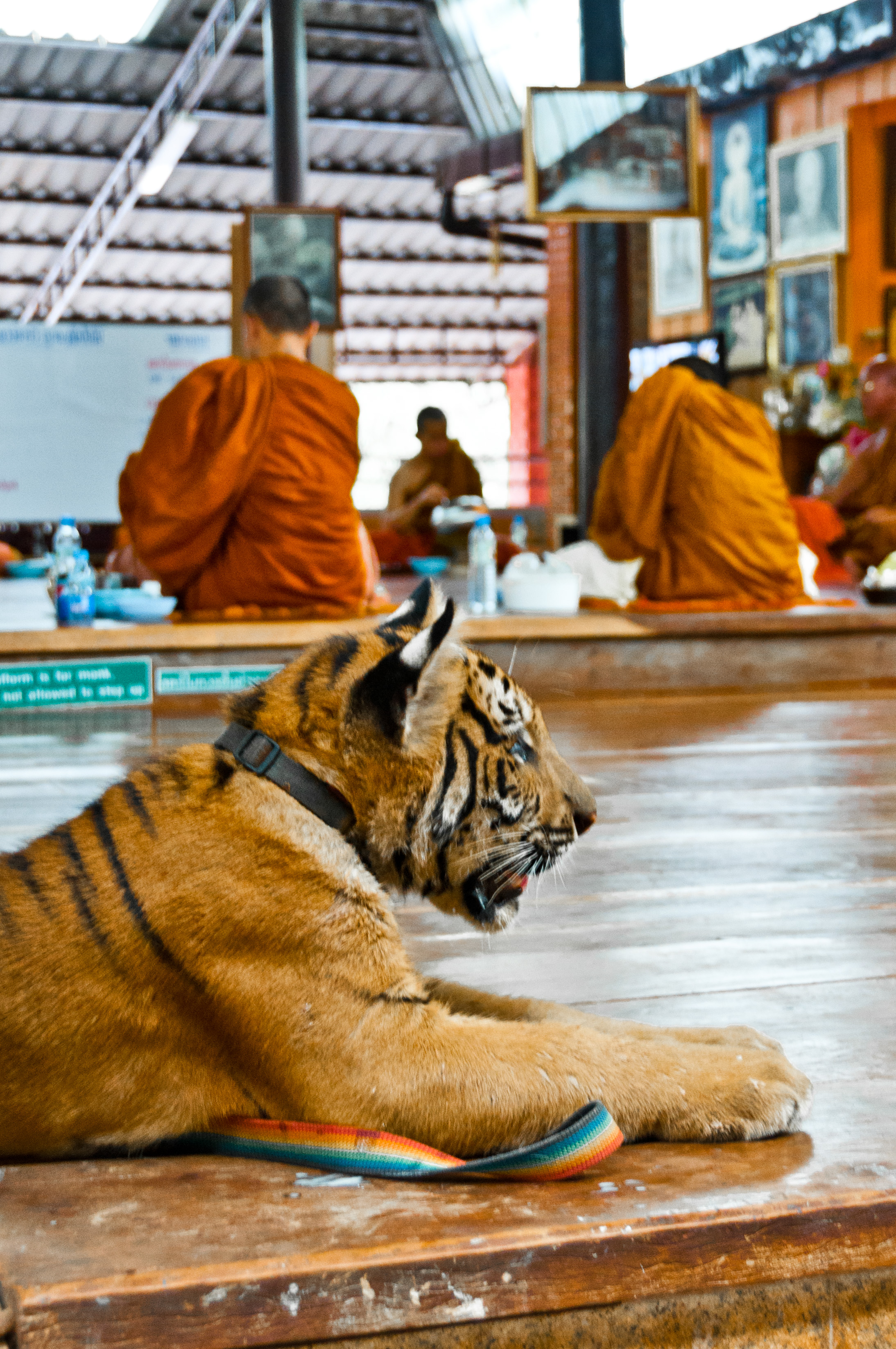
Một con hổ con đang nghe tụng kinh tại Chùa Hổ, Thái Lan

Trong Phật giáo có câu chuyện về trường hợp con Voi chúa (raja attha) lớn sống ở Daladā Maligāva (Chùa Răng), và như với những con thú khác mà chúng mang răng thiêng (daladā dat) và chúng có thể nhận phước (pin). Vào lễ diễu hành hàng năm ở Kandy (esala pĕrahara) một con voi đặc biệt được cho mang chiếc răng xá-lợi qua khắp các đường phố để cho những người tham gia chiêm ngưỡng. Theo truyền thống Phật giáo Sinhala, răng xá-lợi là một trong ít những xá-lợi Phật hiện còn và do đó là một vật rất được tôn kính. Chỉ xem xá-lợi thôi cũng được coi là một việc làm phước đức với hành động mang xá-lợi, bất kể khả năng nhận thức của con thú là thế nào, đã đem lại cho con vật một số phước.
Tuy vậy, điều này đưa đến một sự phân cấp thú vật (đẳng cấp loài) vì những con voi được sử dụng để giúp hoạt động của con người chẳng hạn như mang xá-lợi răng, chúng có cơ hội tạo phước; còn những loài thú khác sẽ không bao giờ có một cơ hội như vậy và do đó bị giam hãm nơi một vị trí kém cõi, Sự bất bình đẳng này là do quyết định tùy ý của con người. Trường hợp con voi mang xá-lợi Phật liên hệt câu chuyện trong Apadāna tiếng Pāli theo phần Uttiya, một con cá sấu đang kiếm ăn bên rìa sông đã để Đức Phật cưỡi lên lưng nó để qua sông. Con cá sấu đó sau khi chết, được tái sanh vào cõi trời nhờ phước đức từ việc mang Đức Phật.
Lễ Phóng sanh (Tsethar) là một cách thực hành của Phật giáo để cứu súc vật, chim chóc, cá khỏi bị giết hại hay giam nhốt vĩnh viễn. Chúng được thả vào một cuộc sống mới mẻ về thể chất và tâm linh. Nghi thức này là ví dụ điển hình về giáo pháp căn bản của Phật giáo là từ bi đối với tất cả chúng sanh. Nghi thức này điển hình về giáo pháp căn bản của Phật giáo là từ bi đối với tất cả chúng sanh. Phóng sinh là một việc làm thể hiện lòng Từ bi, mục đích phóng sinh là để đánh thức tâm Bồ đề của chúng sinh (con vật) trước khi phóng sinh. Phóng sinh là cơ hội để con vật có điều kiện quy y Tam Bảo và sám hối nghiệp chướng, việc làm tốt trong Đạo Phật, thể hiện lòng Đại từ Đại bi nên trong nghi thức phóng sinh có lễ quy y, sám hối cho con vật trước khi phóng sinh.
Tại Việt Nam, một ngôi chùa ở Bình Chánh đã cho một con bò quy y. Trong một lần được người thương lái đưa ra lò mổ, khi đi ngang qua cổng chùa Pháp Hải, con bò bỗng dừng lại không chịu đi, các sư trong chùa đã mua lại con bò về nuôi vì cho rằng, cái duyên với Phật chưa dứt, vì thế các sư tại chùa Pháp Hải ngay lập tức làm lễ quy y cho chú bò. Tuy nhiên, dư luận cho rằng việc “quy y” cho bò là điều mê tín. Theo truyền thống Phật giáo Trung Quốc, người ta nghĩ rằng quy y cho các loài động vật, gieo duyên cho chúng để tái sinh hết kiếp này để ra kiếp sau trở thành người.
Một số quan niệm mê tín dị đoan thì trước khi săn hổ người ta hay tổ chức cúng tế cho ông hổ vì sợ hổ hóa thành ma trành sẽ trả thù cho gia đình, dòng họ của người nào đã giết hổ, đây là một cách cúng thế để giúp con hổ bị chết siêu thoát và không còn trả thù vì hổ được biết đến là hay trả thù và thính tai. Kể cả đến nay, đối với những người hành nghề giết mổ hổ, lóc xương, nấu cao hổ cốt thì họ vẫn duy trì tập tục cúng bái trước mỗi lần hành sự (không như việc mổ trâu, bò, gà, lợn). Những người thợ trước khi nấu cao hổ thì người ta thường có nghi lễ cúng bái, có người còn mời thầy cúng về cúng vì nếu không sẽ bị lừa lọc, vỡ nợ, tán gia bại sản hoặc rơi vào vòng lao lý, đi tù vì ông hổ sẽ không cho sống đàng hoàng.

## Thần đạo
Tại Nhật Bản ở đền thờ Thần đạo Ichigaya Kamegaoka Hachimangu tại thủ đô Tokyo người ta thường đưa con vật nuôi của mình đến xin sư thầy làm lễ cầu phúc, đây là một phần của phong tục truyền thống Nhật Bản, đó là cha mẹ đưa con cái của họ khi các em bước sang tuổi 3, 5 và 7 tới đền để cảm ơn các vị thần đã phù hộ sức khỏe và cầu xin lũ trẻ được khỏe mạnh, ngoan ngoãn hơn nữa. Cũng theo truyền thống, chó và vật nuôi khác không phải là đối tượng được cầu phúc, qua thời gian, số lượng vật nuôi đã vượt quá số trẻ em ở Nhật, nước này có 20 triệu con vật nuôi chó và mèo, người Nhật bận đến nỗi chẳng có thời gian cho bản thân nhưng nhất định phải dành thời gian cho những con thú cưng. Chi phí cho mỗi lần cầu phúc là 5000 Yên, tức là khoảng 1.000.000 đồng, người dân Nhật Bản sẵn sàng chi tiền cho thú cưng của họ, chưa kể những vật nuôi đến đây sẽ phải mặc những bộ kimono riêng, rồi các khoản ăn uống, chăm sóc hàng ngày.

## Phản biện
Tổ chức PETA (Những người tranh đấu cho sự đối xử có đạo đức với động vật) lại có một cái nhìn khác về các sự kiện Ban phước cho động vật và cần làm rõ hơn về các điểm sau đây: Những con mèo thường rất dễ sợ hãi và hoảng sợ nơi đông người và nên để ở nhà, đã là Phước lành dành cho các con vật vì vậy đừng nên hy sinh phúc lợi của các con vật cho các buổi lễ của con người. Nhiều động vật, tất cả được tạo ra bởi Thiên Chúa đã bị bỏ lỡ các phước lành và bị cắt xén và lạm dụng vì lợi ích của con người nên PETA tuyên bố Thánh Francis sẽ kinh hoàng trước mức độ đau khổ mà chúng ta gây ra cho động vật để thưởng thức hương vị có được từ những miếng thịt của chúng. PETA ủng hộ hai Dòng Phan Sinh thực hiện việc ban phước cho thú vật.